# Seznam izraelskih pevcev
Seznam izraelskih pevcev.

## A
- Chava Alberstein
- Shlomo Artzi
- Mira Awad

## B
- Netta Barzilai
- Michael Ben David
- Mike Brant
- David Broza
- Ania Bukstein
- Eddie Butler

## C
- Matti Caspi
- Yaron/Sharon Cohen
- Yael Shoshana Cohen

## D
- Tzila Dagan

## E
- Eden Alene
- Eden Golan
- Arik Einstein
- Ran Eliran

## G
- Aviv Geffen
- Shlomo Gronich

## H
- Yasmine Hamdan
- Ofra Haza
- Nechama Hendel
- Hovi Star

## I
- Dana International (Yaron/Sharon Cohen)
- Ishtar (Esther-Eti Zach)

## M
- Shiri Maimon
- Boaz Mauda
- Moran Mazor
- Amal Murkus

## N
- Netta Barzilai
- Achinoam Nini

## O
- Abi Ofarim
- Esther Ofarim
- Kobi Oz

## P
- Osnat Paz

## S
- Berry Sakharof
- Shlomi Shaban
- Harel Skaat
- Hovi Star

## T
- Zeev Tene
- Avi Toledano

## Z
- Dudu Zakai
- Rika Zaraï
- Nir Zidkyahu